# Горн (річка)
Горн, Гарна — річка в Україні, у Конотопському районі Сумської області. Права притока Сейму (басейн Дніпра).

## Опис
Довжина річки 17 км, похил річки — 0,31 м/км. Площа басейну 226 км².

## Розташування
Бере початок на південному заході від Кружка. Тече переважно на південний захід через Іванівку і на північно-східній стороні від Чаплищів впадає у річку Сейм, ліву притоку Десни. 
Населені пункти вздовж берегової смуги: Волинцеве, Козлівка.